# 深山川 (南丹市)
深山川（みやまがわ）は、京都府南丹市日吉町田原を流れる淀川三次支流の河川である。深山川が流れる多治神社（たじじんじゃ）周辺は、1985年（昭和60年）に文化財環境保全地区に指定されている。

## 地理

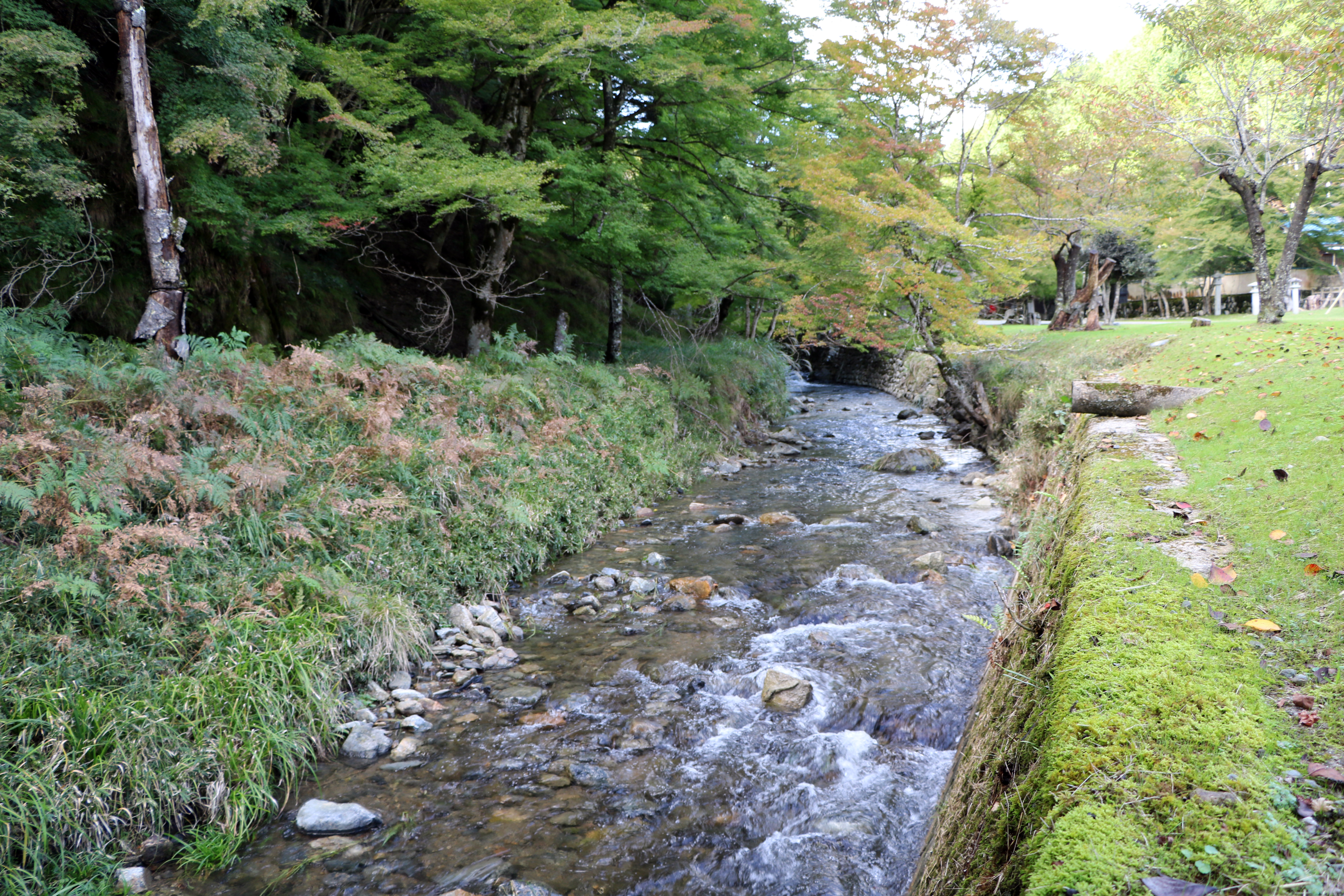
多治神社の境内を流れる深山川。2024年10月撮影。

深山川は、日吉町田原直谷・宮ノ奥を準用河川の起点に南丹市道深山線に沿って南東流し、旧郷社である多治神社の境内を横切り、京都府道19号園部平屋線の宮前橋をくぐってすぐに日吉町田原宮ノ前で田原川の右岸に流入する。
多治神社南側の丘陵斜面には露出岩盤、境内区間では紅葉並木が見られる。

## 流域の村
南丹市
- 日吉町
  - 五ヶ荘地域
    - 田原
      - 興風（殿）[4]

## 主な支流
- 大又川[5]
- 焼原川[5]

## 主な橋梁
- 宮前橋

## 流域にある施設
- 農事組合法人興風椎茸生産組合 倉庫

## 流域にある社寺
- 多治神社

## 漁業権
深山川は、大堰川漁業協同組合の第5種共同漁業権域になっている。